# Pay per post
Con il termine Pay Per Post s'intende un'attività di promozione online utilizzata nei blog, siti web e reti di advertising.
Un inserzionista, interessato a promuovere il proprio sito web, si rivolge ad uno o più blogger (o webmaster) per ottenere quello che può essere chiamato un redazionale, un contenuto che parla del prodotto o servizio offerto con link al sito dell'azienda.
Questa tecnica può essere utilizzata per incrementare la popolarità di un sito in maniera artificiosa. Attualmente è in atto una discussione sulla opportunità o meno di utilizzare questo strumento di marketing e come debba essere classificato dai motori di ricerca, e se debba essere di pubblico dominio o meno il fatto che i blogger siano pagati per scrivere.